# Kai konstcentrum
Kai konstcentrum (estniska: Kai kunstikeskus) är en konsthall i Tallinn i Estland, som visar samtidskonst.  Konstcentret invigdes den 20 september 2019 och ligger i Noblessner-hamnen, nära Kalamajaparken och Tallinns sjöflyghamn. Kai är estniska och betyder kaj, brygga. Centret anordnar också kurser och seminarier och har ett residensprogram för personer inom kreativa yrken. I byggnaden finns en biograf samt flera kaféer och restauranger.
Kai konstcentrum grundades av Estonian Contemporary Art Development Center (ECADC), en ideell organisation för samtidskonst, som stöder estnisk samtidskonst och bidrar till att göra den mer internationellt synlig. ECADC ansvarar bland annat för konstcentrets utbildningsverksamhet. 

## Byggnaden
Konstcentret är beläget i en av tolv industrihistoriskt intressanta byggnader i Noblessner-hamnen. Byggnaden av kalksten och betong är byggnadsminnesmärkt, och har restaurerats och renoverats efter ritningar av KAOS Architects. I byggnaden har tidigare funnits bland annat en hemlig anläggning, där man byggde ubåtar. På 1920- och 1930-talen fanns det också bland annat kopparsmedjor och snickeriverkstäder i huset.
Flera av områdets gamla industribyggnader byggs om för nya ändamål, andra ersätts med moderna flerbostadshus. Intilliggande Proto upptäckarverkstad, som öppnade i oktober 2019, cirka en månad efter Kai, är ett annat exempel på ny verksamhet i en tidigare industribyggnad.
Noblessner-områdets historia sträcker sig tillbaka till 1912, då två affärsmän från Sankt Petersburg: Emanuel Nobel (Alfred Nobels brorson), verksam inom oljeindustrin, och Arthur Lessner, ägare av G.A. Lessner Maschinfabrik, byggde ubåtsvarvet Nobel & Lessner där. Namnet Noblessner härleds från grundarnas efternamn. Under perioden 1913-1917 byggdes totalt 12 ubåtar på varvet. Varvet byggde och reparerade fartyg ända fram till 2018, men produktionen av ubåtar upphörde när Estland blivit självständigt.

## Bildgalleri

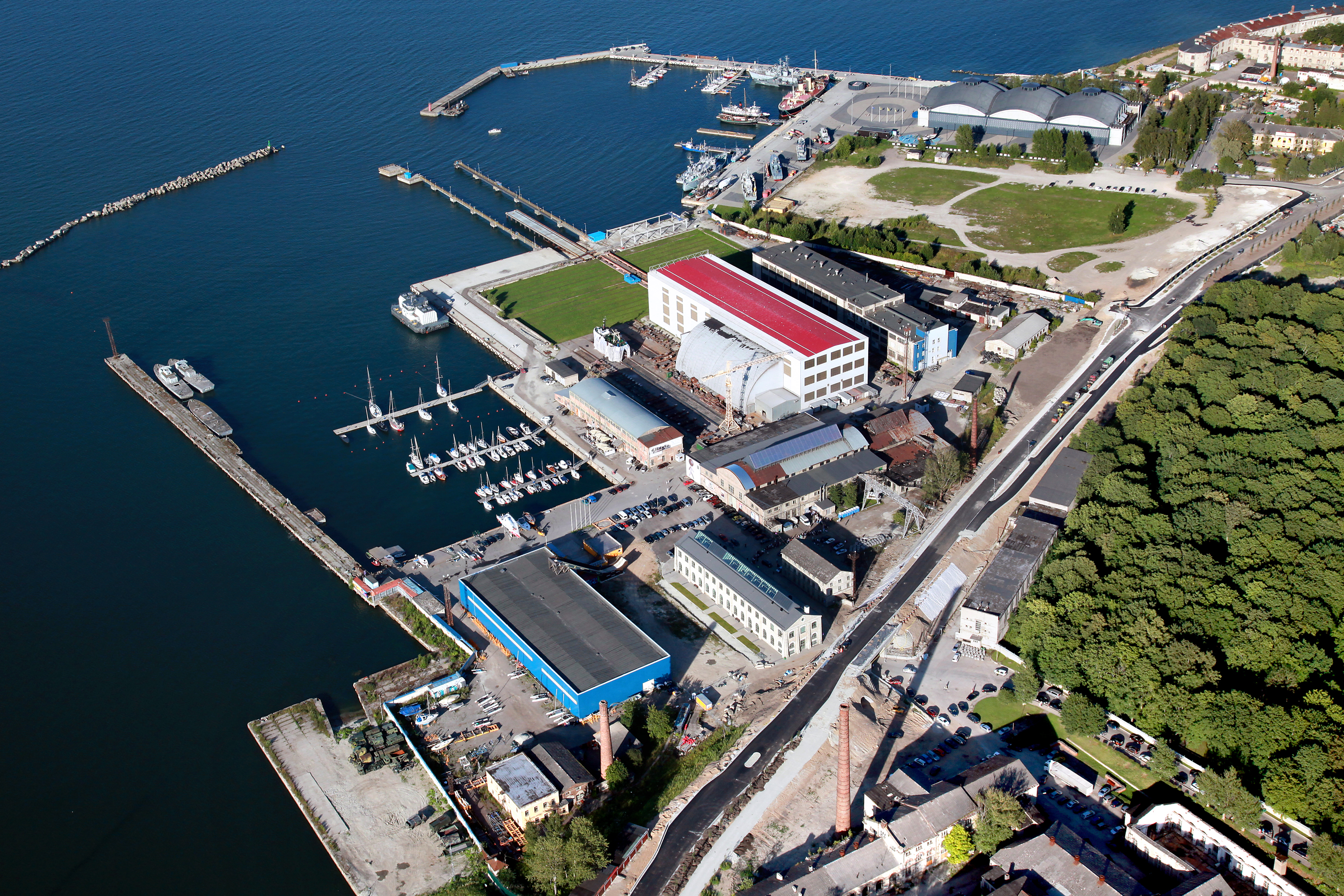
Noblessnerområdet, 2015. Kai konstcentrum finns i byggnaden direkt till vänster om båtbryggorna.
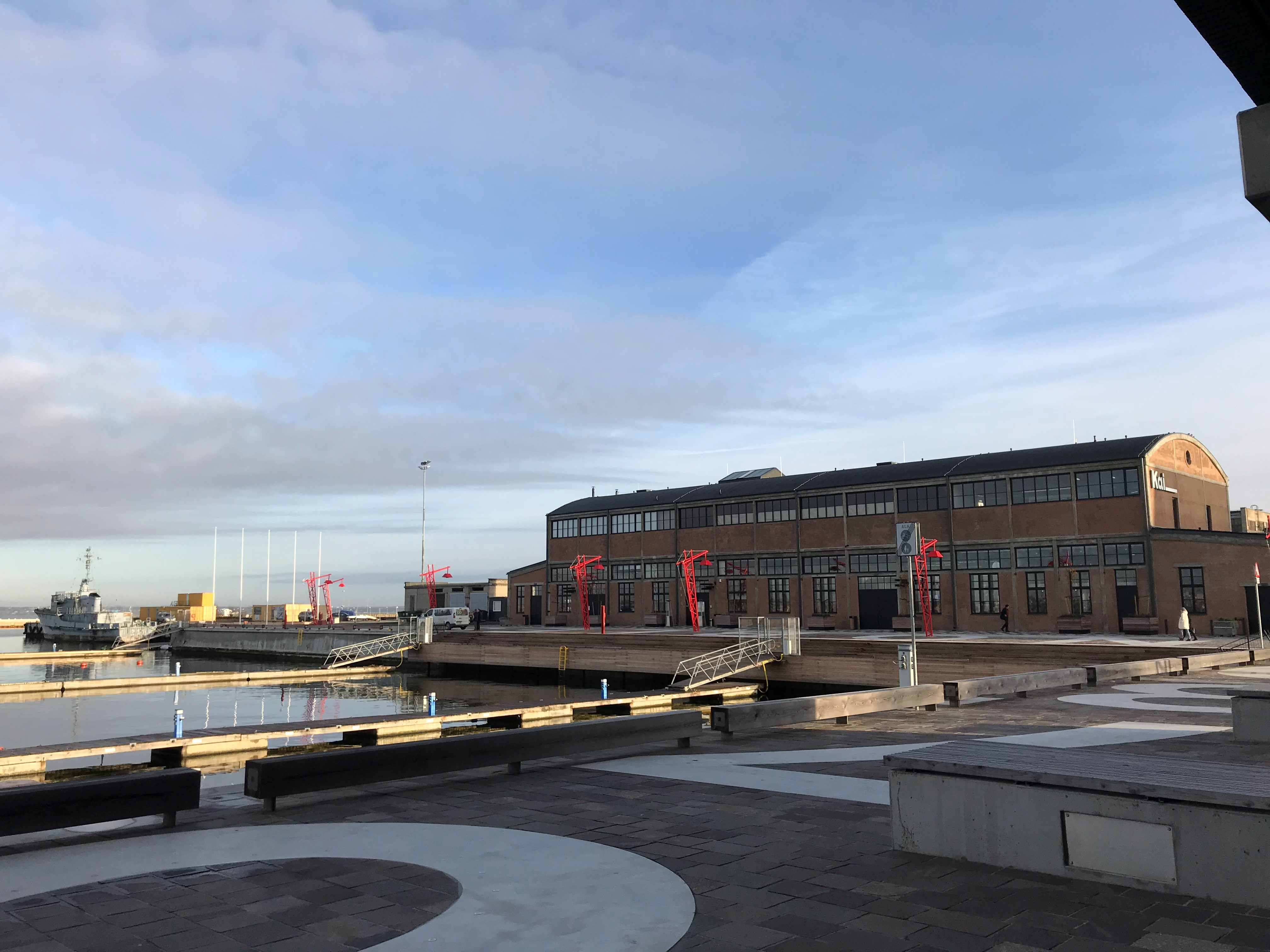
Kai konstcentrum, 2019
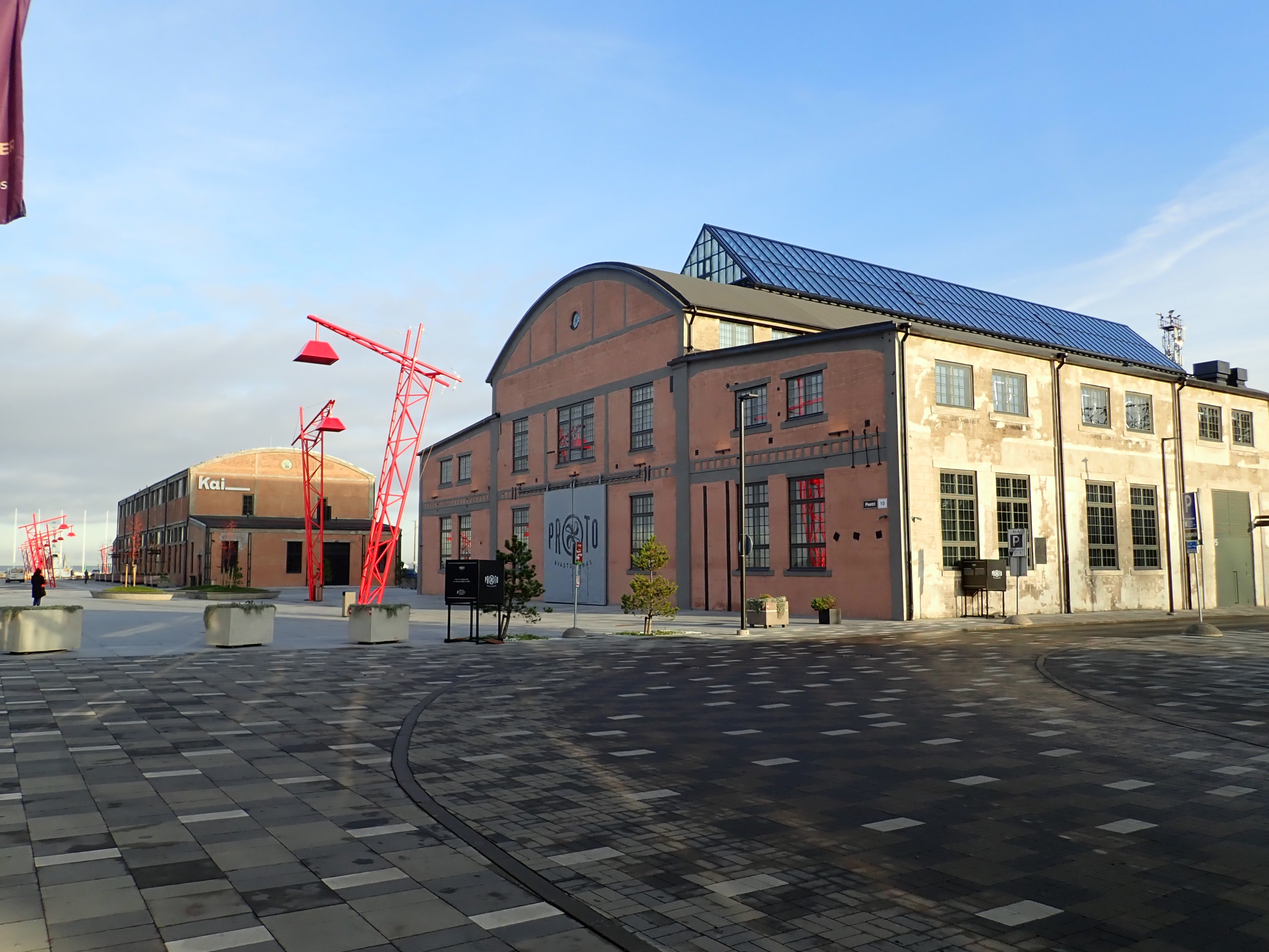
Proto upptäckarverkstad och Kai konstcentrum i noblessnerområdet, 2019
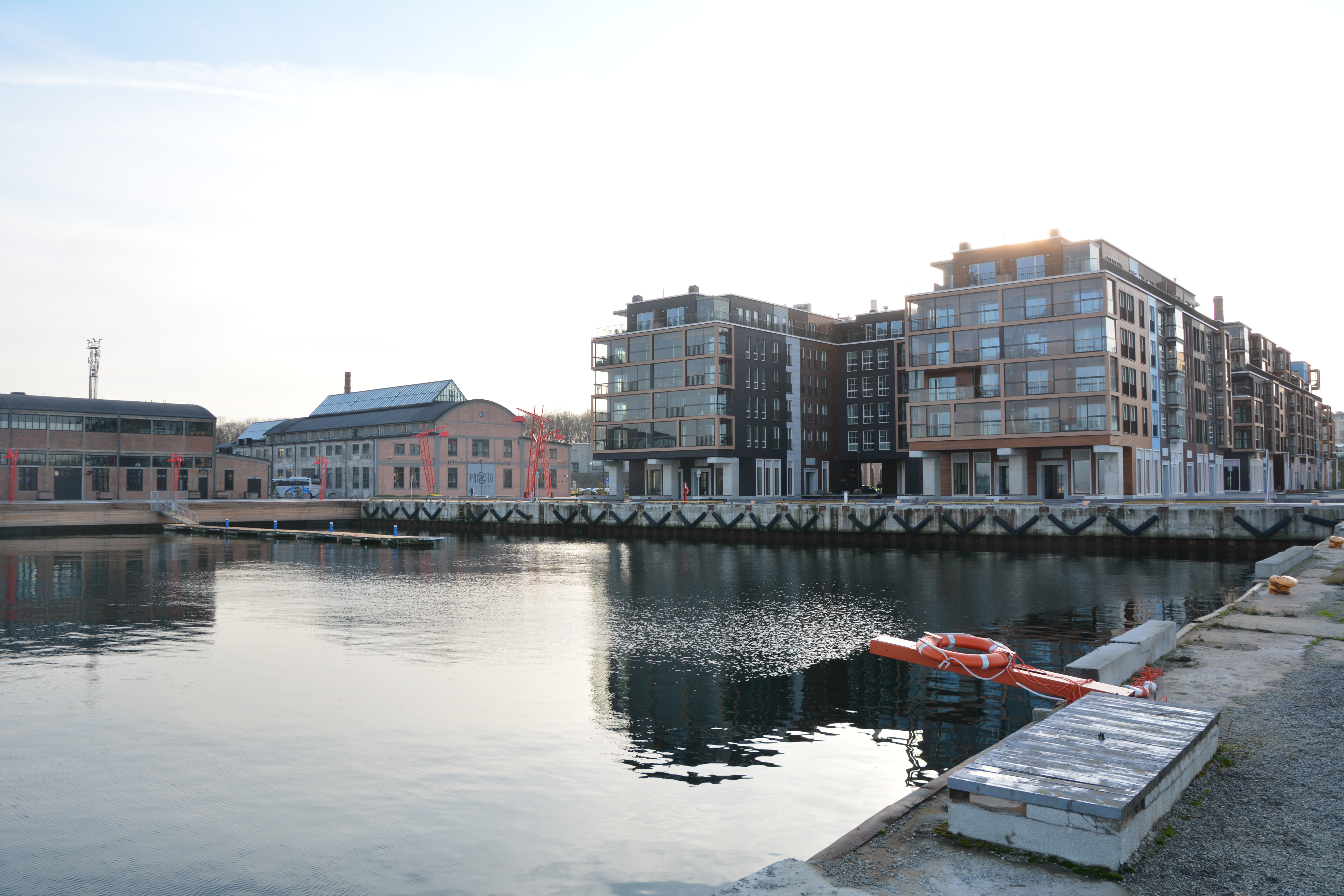
Kai, Proto och nybyggda bostadshus, 2019